# Peliala leniusculalis
Peliala leniusculalis là một loài bướm đêm trong họ Erebidae.